# Papunaua
Papunaua ist eines von drei nicht-kommunalisierten Gebieten im Departement Vaupés in Kolumbien. Es hat 879 Einwohner. Es liegt auf 165 m über dem Meeresspiegel.